# هاساج

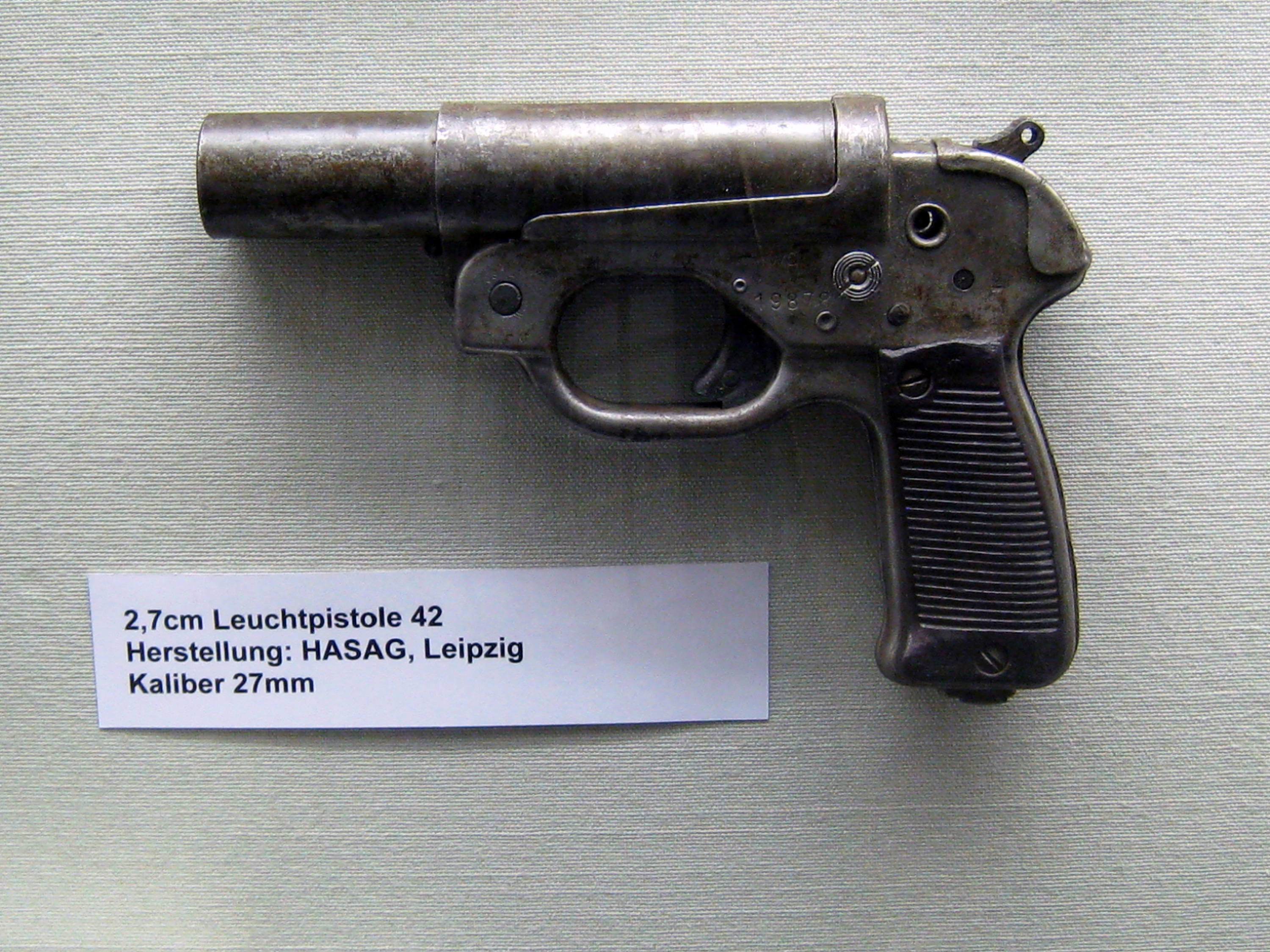
اسلحه ساخت هاساچ

هاساج (که با نام هوگو اشنایدر AG یا نام اصلی آلمانی آن: Hugo Schneider Aktiengesellschaft Metallwarenfabrik نیز شناخته می‌شود) یک تولیدکننده کالاهای فلزی آلمانی بود که در سال ۱۸۶۳ تأسیس شد. این شرکت که در لایپزیگ مستقر بود، از یک کسب‌وکار کوچک که به صورت دستی چراغ‌ها و سایر محصولات فلزی کوچک تولید می‌کرد، به یک کارخانه بزرگ و شرکت سهامی عام تبدیل شد که محصولات خود را در چندین کشور به فروش می‌رساند. در طول جنگ جهانی دوم، هاساج به یک conglomerate (تراست) تولید سلاح نازی تبدیل شد که ده‌ها کارخانه در سراسر اروپای تحت اشغال آلمان داشت و از کار اجباری در مقیاس وسیع استفاده می‌کرد. ده‌ها هزار یهودی از لهستان و سایر زندانیان در تولید مهمات برای هاساج جان خود را از دست دادند.
این شرکت در طول جنگ جهانی اول شروع به تولید تسلیحات کرد، تصمیمی که در نهایت سودآوری شرکت را افزایش داد. از دست دادن کسب‌وکار نظامی پس از جنگ منجر به کاهش فروش شد. هاساج در دهه ۱۹۲۰ در جمهوری وایمار با مشکلاتی روبرو بود. با افزایش نفوذ حزب نازی و در نهایت به قدرت رسیدن آن در سال ۱۹۳۳، رشد نظامی‌گرایی باعث بازگشت شرکت به تولید سلاح‌های کوچک تحت رهبری جدید اس‌اس شد. پس از حمله به لهستان در آغاز جنگ جهانی دوم، این شرکت گسترش یافت تا هزاران NS-Zwangsarbeiters (کارگران اجباری نازی) از اردوگاه‌های کار اجباری و گتوها را در خود جای دهد. این شرکت سومین کاربر بزرگ کار اجباری در اروپا بود و کارخانه‌های تولید تسلیحات در آلمان و لهستان داشت. اگرچه هاساج پس از جنگ منحل شد، اما علامت تجاری آن تا سال ۱۹۷۴ مورد استفاده قرار می‌گرفت.